# W-1
W-1 — тральщик Імперського флоту Японії, який взяв участь у Другій світовій війні.
Корабель, який належав до типу W-1, спорудили у 1923 році на верфі компанії Harima Shipbuilding and Engineering у Кобе.
З листопада 1941-го W-1 належав до 9-ї військово-морської бази. 8 листопада він полишив Куре, певний час провів у районі порту Самах (острів Хайнань), а 3 грудня прибув до місця базування в бухті Камрань (центральна частина в'єтнамського узбережжя). 5 грудня W-1 вже перебував біля південного завершення В'єтнаму з метою підтримки операцій зі вторгнення на південь Таїланду та до Малаї. З 11 по 13 грудня тральщик перебував у Сінгорі (Таїланд), яка була захоплена японським десантом у першу ж добу війни, а 16 грудня повернувся до Камрані. У наступні кілька тижнів W-1 ще двічі відвідував Сінгору.
20—22 січня 1942-го W-1 разом з чотирма іншими тральщиками брав участь у проведенні з Камрані до Сінгори конвою з 11 транспортів, при цьому основний загін прикриття складався з легкого крейсера та 6 есмінців. 26 січня цей загін висадив десант у Ендау (східне узбережжя півострова Малакка за півтори сотні кілометрів північніше від Сінгапуру). Невдовзі два британські есмінці атакували японські кораблі, при цьому в нічній темряві W-1 прийняли за есмінець і випустили по ньому дві торпеди. Втім, жодна з них не влучила в ціль, а W-1 зміг попередити головні сили про наближення ворога (у підсумку один з двох британських кораблів був потоплений).
9 лютого 1942-го W-1 вийшов з Камрані у складі охорони транспортів, що везли десант до Палембангу (центр нафтовидобувної промисловості на північному узбережжі Суматри). Висадка відбулась за кілька діб та завершилась успішно.
У другій половині лютого 1942-го W-1 залучили до прикриття десанту на захід острова Ява. Розвантаження транспортів почалося в ніч проти 1 березня у трьох місцях, при цьому до затоки Бантам, де перебував загін W-1, підійшли два крейсери союзників. Втім, значно численніші японські сили підтримки знищили цього супротивника (битва в Зундській протоці).
Невдовзі W-1 прибув до Сінгапуру. 8 березня 1942-го корабель вийшов звідси для супроводу транспортів, що мали доставити війська до Сабангу (північне завершення Суматри), а 12 березня здійснював бойове траління в районі висадки. Далі корабель перейшов до Пенангу (порт на західному узбережжі півострова Малакка), звідки 20—23 березня пройшов до Порт-Блер на Андаманських островах, де також здійснював траління перед проходом транспортів з десантом (за іншими даними, W-1 прикривав проходження до Рангуну Другого бірманського конвою, який почав висадку військ 25 березня). 28 березня тральщик прибув до Пенангу, а потім пройшов до Сінгапуру, куди прибув 3 квітня.
У другій половині травня 1942-го корабель був переданий до військово-морського округу Сасебо (обернене до Східнокитайського моря узбережжя Кюсю) і 11 червня прибув до метрополії.
Близько місяця W-1 діяв у районі Сасебо, а з 15 липня по 31 серпня 1942-го був приписаний до загону охорони Осаки та здійснював патрулювання на східному узбережжі Японського архіпелагу в районі протоки Кії (веде до Внутрішнього Японського моря між островами Хонсю та Сікоку).
З початку вересня 1942-го W-1 відновив патрульно-ескортну службу з базуванням на Сасебо, чим займався наступні сім місяців. У цей період його найдальшими виходами було відвідання Саєкі (північно-східне завершення Кюсю, наприкінці вересня — на початку жовтня 1942-го) та островів Амаміосіма і Окінава (архіпелаг Рюкю, друга половина березня 1943-го).
На початку квітня 1943-го тральщик перевели до військово-морського округу Йокосука, де W-1 більш як два роки ніс патрульно-ескортну службу з базуванням на порт Ямада (північно-східне узбережжя Хонсю).
Під вечір 22 липня 1945-го W-1 розпочав супроводження двох транспортів, що прямували з Йокогами на Хоккайдо. Вночі неподалік від виходу з Токійської затоки загін потрапив під вогонь кількох американських есмінців, при цьому один з пошкоджених транспортів ранок затонув при спробі проведення на буксирі.
10 серпня 1945-го W-1 перебував у Ямаді, коли цей порт став ціллю для літаків з американського авіаносця «Рендольф». W-1 був атакований та затонув.